# Teorema del coseno
El teorema del coseno, denominado también como ley de cosenos  o teorema de al-Kashi, es una generalización del teorema de Pitágoras en los triángulos rectángulos en trigonometría.
El teorema relaciona un lado de un triángulo cualquiera con los otros dos y con el coseno del ángulo formado por estos dos lados:
| Teorema del coseno Dado un triángulo ABC cualquiera, siendo α, β, γ, los ángulos, y a, b, c, los lados respectivamente opuestos a estos ángulos entonces: {\displaystyle c^{2}=a^{2}+b^{2}-2ab\cos \gamma \,} |

En la mayoría de los idiomas, este teorema es conocido con el nombre de teorema del coseno, denominación no obstante relativamente tardía. En francés, sin embargo, lleva el nombre del matemático persa Ghiyath al-Kashi que unificó los resultados de sus predecesores.

Fig. 1 - Notación más habitual de un triángulo.

## Historia
Los Elementos de Euclides, que datan del siglo III a. C., contienen ya una aproximación geométrica de la generalización del teorema de Pitágoras: las proposiciones 12 y 13 del libro II, tratan separadamente el caso de un triángulo obtusángulo y el de un triángulo acutángulo.
La formulación de la época es arcaica ya que la ausencia de funciones trigonométricas y del álgebra obligó a razonar en términos de diferencias de áreas. Por eso, la proposición 12 utiliza estos términos:

En los triángulos obtusángulos, el cuadrado del lado opuesto al ángulo obtuso es mayor que los cuadrados de los lados que comprenden el ángulo obtuso en dos veces el rectángulo comprendido por un lado de los del ángulo obtuso sobre el que cae la perpendicular y la recta exterior cortada por la perpendicular, hasta el ángulo obtuso.
Euclides, Elementos.

Siendo ABC el triángulo, cuyo ángulo obtuso está en C, y BH la altura respecto del vértice B (cf. Fig. 2 contigua), la notación moderna permite formular el enunciado así:

{\displaystyle AB^{2}=CA^{2}+CB^{2}+2\ CA\ CH}

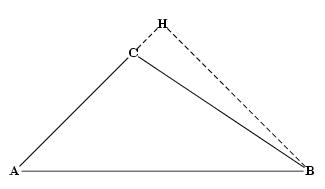
Fig. 2 - Triángulo ABC con altura BH.

Faltaba esperar la trigonometría árabe-musulmana de la Edad Media para ver al teorema evolucionar a su forma y en su alcance: el astrónomo y matemático al-Battani generalizó el resultado de Euclides en la geometría esférica a principios del siglo X, lo que permitió efectuar los cálculos de la distancia angular entre el Sol y la Tierra. Fue durante el mismo período cuando se establecieron las primeras tablas trigonométricas, para las funciones seno y coseno. Eso permitió a Ghiyath al-Kashi, matemático de la escuela de Samarcanda, de poner el teorema bajo una forma utilizable para la triangulación durante el siglo XV. La propiedad fue popularizada en occidente por François Viète quien, al parecer, lo redescubrió independientemente.
Fue a finales del siglo XVII cuando la notación algebraica moderna, aunada a la notación moderna de las funciones trigonométricas introducida por Euler en su libro Introductio in analysin infinitorum, permitieron escribir el teorema bajo su forma actual, extendiéndose el nombre de teorema (o ley) del coseno.

## El teorema y sus aplicaciones
El teorema del coseno es también conocido por el nombre de teorema de Pitágoras generalizado, ya que el teorema de Pitágoras es un caso particular: cuando el ángulo {\displaystyle \gamma \,} es recto o, dicho de otro modo, cuando {\displaystyle \cos \gamma =0\,}, el teorema del coseno se reduce a:

{\displaystyle \,c^{2}=a^{2}+b^{2}}

Fig. 3 - Utilización del teorema del coseno: ángulo o lado desconocido.

que es precisamente la formulación del teorema de Pitágoras.
El teorema se utiliza en triangulación (ver Fig. 3) para resolver un triángulo, y saber determinar:
- el tercer lado de un triángulo cuando conocemos un ángulo y los lados adyacentes:

{\displaystyle c={\sqrt {a^{2}+b^{2}-2ab\cos \gamma }}}.

- los ángulos de un triángulo cuando conocemos los tres lados:

{\displaystyle \gamma =\arccos {\frac {a^{2}+b^{2}-c^{2}}{2ab}}}.

Fig. 3b - Variación de la hipotenusa acorde con el ángulo opuesto, manteniendo catetos fijos.

Estas fórmulas son difíciles de aplicar en el caso de mediciones de triángulos muy agudos utilizando métodos simples, es decir, cuando el lado c es muy pequeño respecto los lados a y b —o su equivalente, cuando el ángulo γ es muy pequeño.
Existe un corolario del teorema del coseno para el caso de dos triángulos semejantes ABC y A'B'C'

{\displaystyle \,cc'=aa'+bb'-(ab'+a'b)\cos \gamma }.

## Demostraciones

### Por desglose de áreas

Fig. 4a - Demostración del teorema del coseno por desglose de áreas, cuando el ángulo es agudo.

Un cierto número de las demostraciones del teorema hacen intervenir un cálculo de áreas. Conviene en efecto remarcar que
- a2, b2, c2 son las áreas de los cuadrados de lados respectivos a, b, c.
- ab cos(γ) es el área de un paralelogramo de lados a y b que forman un ángulo de 90°-γ (para una prueba, ver el apéndice).

Dado que cos(γ) cambia de signo dependiendo de si γ es mayor o menor a 90°, se hace necesario dividir la prueba en dos casos.
La figura 4a (contigua) divide un heptágono de dos maneras diferentes para demostrar el teorema del coseno en el caso de un ángulo agudo. La división es la siguiente:
- En verde, las áreas a2, b2 la izquierda, y el área, c2 a la derecha.
- En rojo, el triángulo ABC en ambos diagramas y en amarillo triángulos congruentes al ABC.
- En azul, paralelogramos de lados a y b con ángulo 90°-γ.

Igualando las áreas y cancelando las figuras iguales se obtiene que {\textstyle a^{2}+b^{2}=c^{2}+2ab\,\cos \gamma }, equivalente al Teorema del coseno.

Fig. 4b - Demostración del teorema del coseno por desglose de áreas, cuando el ángulo es obtuso.

La figura 4b (contigua) desglosa un hexágono de dos maneras diferentes para demostrar el teorema del coseno en el caso de un ángulo obtuso. La figura muestra
- En verde a2, b2 la izquierda y c2 a la derecha.
- En azul -2ab cos(γ), recordando que al ser cos(γ) negativo, la expresión completa es positiva.
- En rojo, dos veces el triángulo ABC para ambos lados de la figura.

Igualando áreas y cancelando las zonas rojas da {\displaystyle \,a^{2}+b^{2}-2ab\cos \gamma =c^{2}}, como queríamos demostrar.

### Por el teorema de Pitágoras
Notemos que el teorema de cosenos es equivalente al teorema de Pitágoras cuando el ángulo {\displaystyle \gamma } es recto. Por tanto sólo es necesario considerar los casos cuando c es adyacente a dos ángulos agudos y cuando c es adyacente a un ángulo agudo y un obtuso.

Caso 1: c es adyacente a dos ángulos agudos

Primer caso: c es adyacente a dos ángulos agudos.
Consideremos la figura adjunta. Por el teorema de Pitágoras, la longitud c es calculada así:

(left){\displaystyle c^{2}=h^{2}+u^{2}\,}

Pero, la longitud h también se calcula así:

(left){\displaystyle h^{2}=a^{2}-(b-u)^{2}\,}

Sumando ambas ecuaciones y luego simplificando obtenemos:

{\displaystyle c^{2}=a^{2}-b^{2}+2bu\,}

Por la definición de coseno, se tiene:

{\displaystyle \cos \gamma \,={\frac {b-u}{a}}}

y por lo tanto:

{\displaystyle u=b-a\,\cos \gamma \,}

Sustituimos el valor de u en la ecuación para c2, concluyendo que:

{\displaystyle c^{2}=a^{2}+b^{2}-2ab\,\cos \gamma }

con lo que concluye la prueba del primer caso.

Caso 2: c es adyacente a un ángulo obtuso

Segundo caso: c es adyacente a un ángulo obtuso.
Consideremos la figura adjunta. El teorema de Pitágoras establece nuevamente {\displaystyle c^{2}=h^{2}+u^{2}} pero en este caso {\displaystyle h^{2}=a^{2}-(b+u)^{2}.} Combinando ambas ecuaciones obtenemos {\displaystyle c^{2}=u^{2}+a^{2}-b^{2}-2bu-u^{2}} y de este modo:

{\displaystyle c^{2}=a^{2}-b^{2}-2bu\,}.

De la definición de coseno, se tiene {\displaystyle \cos \gamma \,={\frac {b+u}{a}}} y por tanto:

{\displaystyle u=a\,\cos \gamma -b\,}.

Sustituimos en la expresión para {\displaystyle c^{2}=a^{2}-b^{2}-2b(a\cos \gamma -b)}, concluyendo nuevamente

{\displaystyle c^{2}=a^{2}+b^{2}-2ab\,\cos \gamma \,}.

Esto concluye la demostración. Es importante notar, que si se considera a u como un segmento dirigido, entonces sólo hay un caso y las dos demostraciones se convierten en la misma.

### Por la potencia de un punto con respecto a un círculo

Fig. 6 - Demostración del teorema del coseno utilizando la potencia de un punto con respecto a un círculo.

Consideremos un círculo con centro en B y radio BC, como en la figura 6. Si AC es tangente al círculo, nuevamente se tiene el Teorema de Pitágoras. Cuando AC no es tangente, existe otro punto K de corte con el círculo. La potencia del punto A con respecto a dicho círculo es

{\displaystyle AP\cdot AL=AC\cdot AK=AC(AC+CK)}.

Por otro lado, AL = c + a y AP = c - a de modo que

{\displaystyle AP\cdot AL=(c+a)(c-a)=c^{2}-a^{2}}.

Además, CK = -2a cos(γ) (ver el apéndice) por lo que

{\displaystyle AC(AC+CK)=b(b-2a\,\cos(\gamma ))}.

Igualando las expresiones obtenidas se llega finalmente a:

{\displaystyle c^{2}=a^{2}+b^{2}-2ab\,\cos(\gamma )}.

Contrariamente a las precedentes, para esta demostración, no es necesario recurrir a un estudio por caso pues las relaciones algebraicas son las mismas para el caso del ángulo agudo.

### Por números complejos
Considere la figura de la derecha en el plano complejo.

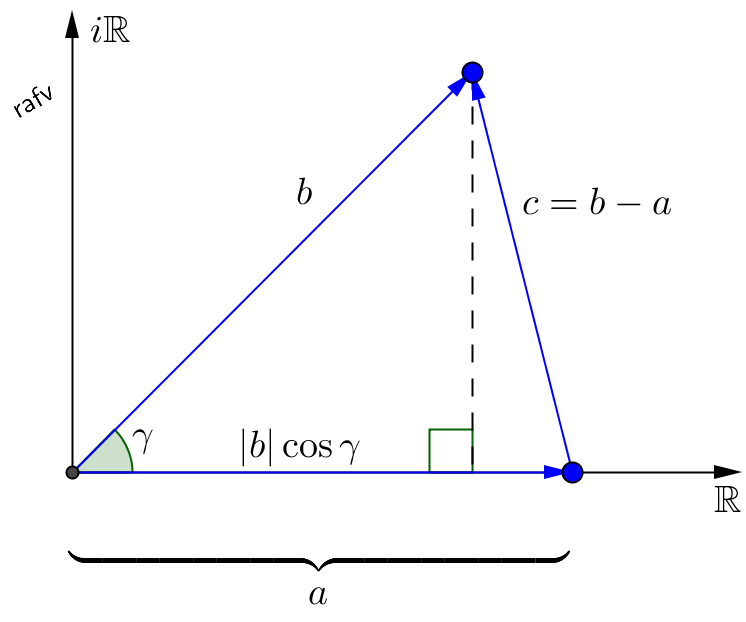
Demostración del teorema del coseno utilizando la números complejos

Demostraremos que {\displaystyle |c|^{2}=|a|^{2}+|b|^{2}-2|a|\cdot |b|\cos \gamma }
Por la gráfica sucede {\displaystyle c=b-a}, sacando módulo al cuadrado:
{\displaystyle |c|^{2}=|b-a|^{2}}
Por propiedad de complejos con conjugados ({\displaystyle |u|^{2}=u{\overline {u}}}):
{\displaystyle |c|^{2}=(b-a){\overline {(b-a)}}}
{\displaystyle |c|^{2}=(b-a)({\overline {b}}-{\overline {a}})}
Note que {\displaystyle {\overline {a}}=a} porque {\displaystyle a} es real (vea la gráfica). 
Entonces:
{\displaystyle |c|^{2}=(b-a)({\overline {b}}-a)}
{\displaystyle |c|^{2}=b{\overline {b}}-a{\overline {b}}-ab+a^{2}}
{\displaystyle |c|^{2}=b{\overline {b}}-a({\overline {b}}+b)+a^{2}}
{\displaystyle |c|^{2}=\underbrace {b{\overline {b}}} _{|b|^{2}}-a\underbrace {({\overline {b}}+b)} _{2\Re (b)}+\underbrace {a^{2}} _{|a|^{2}}}
{\displaystyle |c|^{2}=|b|^{2}-a\cdot 2\Re (b)+|a|^{2}}
Note que {\displaystyle \Re (b)=|b|\cos \gamma } (vea la gráfica). Luego:
{\displaystyle |c|^{2}=|b|^{2}-a\cdot 2|b|\cos \gamma +|a|^{2}}
Para finalizar, note que {\displaystyle |a|=a} (porque {\displaystyle a} es real 
positivo):
{\displaystyle |c|^{2}=|b|^{2}-|a|\cdot 2|b|\cos \gamma +|a|^{2}}
{\displaystyle |c|^{2}=|a|^{2}+|b|^{2}-2|a|\cdot |b|\cos \gamma } {\displaystyle \square }

### Por el cálculo vectorial
Utilizando el cálculo vectorial, más precisamente el producto escalar, es posible encontrar el teorema del coseno en algunas líneas:
| {\displaystyle c^{2}\,} | {\displaystyle =\lVert {\overrightarrow {\mathrm {AB} }}\lVert ^{2}} |
|                         | {\displaystyle =\lVert {\overrightarrow {\mathrm {CB} }}-{\overrightarrow {\mathrm {CA} }}\lVert ^{2}}                                                                                                   |
|                         | {\displaystyle =\lVert {\overrightarrow {\mathrm {CB} }}\lVert ^{2}-2\cdot {\overrightarrow {\mathrm {CB} }}\cdot {\overrightarrow {\mathrm {CA} }}+\lVert {\overrightarrow {\mathrm {CA} }}\lVert ^{2}} |
|                         | {\displaystyle =\mathrm {CB} ^{2}-2\cdot \left\|\mathrm {CB} \right\|\cdot \left\|\mathrm {CA} \right\|\cos {\widehat {\mathrm {ACB} }}+\mathrm {CA} ^{2}}                                               |
|                         | {\displaystyle =a^{2}+b^{2}-2ab\cos \gamma \,} |

### Demostración geométrica
Cualquiera que sea el triángulo ABC se cumple que
{\displaystyle AB^{2}=AC^{2}+BC^{2}-2\cdot AC\cdot BC\cdot \cos \gamma .}
Si el ángulo γ es igual a 90°, la proposición se traduce al Teorema de Pitágoras, puesto que cos 90°=0. En el caso de que el ángulo sea agudo, según un teorema anterior se tiene que
{\displaystyle AB^{2}=AC^{2}+BC^{2}-2\cdot BC\cdot CD.}
En el triángulo ACD, se cumple que {\displaystyle CD=AC\cos \gamma .} Por ello
{\displaystyle AB^{2}=AC^{2}+BC^{2}-2\cdot BC\cdot AC\cdot \cos \gamma .}
Sea esta vez γ un ángulo obtuso, se cumple que:
{\displaystyle AB^{2}=AC^{2}+BC^{2}+2\cdot BC\cdot CD,}
pero en el triángulo ADC, se halla que {\displaystyle CD=AC\cdot \cos({\widehat {ACD}}).} Sin embargo el ángulo ACD es el suplemento del ángulo γ del triángulo ABC. De esta manera se tiene que {\displaystyle \cos({\widehat {ACD}})=-\cos \gamma ,} por consiguiente {\displaystyle -AC\cos \gamma } y finalmente
{\displaystyle AB^{2}=AC^{2}+BC^{2}-2\cdot AC\cdot BC\cdot \cos \gamma ,}
quedando demostrado el teorema.

## Generalización en geometrías no euclídeas

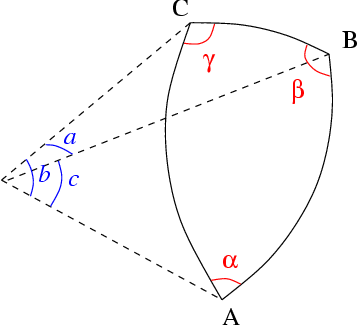
Fig. 7 - Triángulo esférico: dimensiones reducidas z, b y c ; ángulos α, β y γ.

Para una superficie no euclídea de curvatura K, señalamos con R el radio de curvatura. Este verifica
{\displaystyle R={1 \over {\sqrt {|K|}}}}.
Definimos entonces las dimensiones reducidas del triángulo:
{\displaystyle a={{}BC \over R}},
{\displaystyle b={{}AC \over R}},
{\displaystyle c={{}AB \over R}}.
En el caso de un triángulo esférico, a, b y c corresponden a la medida angular de los segmentos de circunferencia maximal [BC], [AC] y [AB] (ver Fig. 7).

### Geometría esférica
Cuando el radio de curvatura es muy grande comparado con las dimensiones del triángulo, es decir cuando
{\displaystyle \,a<\!\!<1},
esta expresión se simplifica para dar la versión euclídea del teorema del coseno. Para hacerlo,
{\displaystyle \,\cos a=1-a^{2}/2+O(a^{3})}, etc.
Existe una identidad similar que relaciona los tres ángulos:
{\displaystyle \cos \gamma =\cos \alpha \,\cos \beta +\operatorname {sen} \alpha \,\operatorname {sen} \beta \,\cos c}

### Geometría hiperbólica
En un triángulo hiperbólico ABC, el teorema del coseno se escribe
{\displaystyle \cosh c=\cosh a\,\cosh b-\sinh a\,\sinh b\,\cos \gamma }.
Cuando el radio de curvatura se vuelve muy grande frente las dimensiones del triángulo, encontramos el teorema del coseno euclídeo a partir de los desarrollos limitados
{\displaystyle \,\sinh a=a+O(a^{3})}, etc.,
{\displaystyle \,\cosh a=1+a^{2}/2+O(a^{3})}, etc.

## Generalización en el espacio euclídeo

Fig. 8 - Tetraedro: vértices, caras y ángulos.

Consideremos un tetraedro A1A2A3A4 del espacio euclídeo, siendo: 
{\displaystyle \,\mathrm {S} _{k}} la cara opuesta al vértice {\displaystyle \mathrm {A} _{k}\ };
{\displaystyle \,s_{k}} la superficie de {\displaystyle \mathrm {S} _{k}\ };
{\displaystyle \,\Delta _{k}} el plano que contiene a la cara {\displaystyle \mathrm {S} _{k}\ };
{\displaystyle \,\theta _{ij}} el ángulo diedral {\displaystyle {\widehat {(\Delta _{i},\Delta _{j})}}}.
(La figura 8, contigua, presenta la notación de los vértices, caras y ángulos del tetraedro).
Entonces, las superficies y ángulos verifican:
{\displaystyle \,s_{4}^{2}=s_{1}^{2}+s_{2}^{2}+s_{3}^{2}-2s_{1}s_{2}\cos \theta _{12}\,}
{\displaystyle -2s_{1}s_{3}\cos \theta _{13}-2s_{2}s_{3}\cos \theta _{23}\,}.

## Apéndice

### Área de un paralelogramo
Se afirma: 
| Un paralelogramo cuyos lados miden a y b, formando un ángulo de 90°-γ, tiene un área de ab cos(γ). |

Deducción del teorema sobre área de un paralelogramo

Considérese un paralelogramo de lados a y b, formando un ángulo de θ, como en el diagrama.
Dividiendo el paralelogramo por medio de una diagonal arroja dos zonas triangulares. En una de ellas, se construye una altura h como se muestra en la figura.
La zona triangular roja tiene por área  ah/2. Por definición, sen(θ)=h/b, de modo que h=b sen(θ). La sustitución en la fórmula del área triangular prueba que:
| El área de un triángulo en donde dos lados de medidas a y b forman un ángulo de θ es {\displaystyle A_{T}={\frac {ab\,\operatorname {sen} \theta }{2}}} |

Dado que el área del paralelogramo es el doble del triángulo, se concluye que 
| El área de un paralelogramo de lados a y b formando un ángulo de θ es {\displaystyle A_{P}=ab\,\operatorname {sen} \theta } |

La conclusión se sigue notando que si θ=90-γ entonces sen(θ)=sen(90°-γ) = cos(γ). Se hace notar también que la demostración es independiente de cual de las diagonales del paralelogramo se escoja, puesto que sen(θ)=sen(180°-θ).

### Cuerdas en un círculo

Diagrama usado en la prueba basada en potencia de un punto

En la demostración del Teorema del coseno usando potencia de un punto, se afirma que el segmento CK en el diagrama mide precisamente -2a cos(γ).
La demostración más sencilla consiste en prolongar el segmento CB hasta cortar nuevamente la circunferencia en un punto D, de modo que CD es un diámetro del círculo, puesto que pasa por el centro del mismo.
Al ser un diámetro, el ángulo inscrito CKD es necesariamente recto por lo que el triángulo CKD es rectángulo. El ángulo DCK mide θ=180°-γ y por definición:

{\displaystyle \cos(\theta )={\frac {CK}{CD}}={\frac {CK}{2a}}}

y por tanto

{\displaystyle CK=2a\cos(\theta )=2a\cos(180^{\circ }-\gamma )=-2a\cos(\gamma )}

ya que cos(180°-x) = -cos(x) para cualquier valor de x.